# نهائي كأس إفريقيا للأندية البطلة 1989
نهائي كأس أفريقيا للأندية البطلة 1989 هي المباراة النهائية للنسخة
25 من دوري أبطال أفريقيا .
توج الرجاء البيضاوي المغربي بالكأس لأول مرة في تاريخه على حساب مولودية وهران الجزائري .

## الفرق
| الفريق        | مشاركة سابقة (الخط الغليظ يشير إلى بطل تلك النسخة) |
| ------------- | -------------------------------------------------- |
| الرجاء        | 0                                                  |
| مولودية وهران | 0                                                  |

## النهائي

### مباراة الذهاب
| الرجاء البيضاوي | 1–0   | مولودية وهران |
| --------------- | ----- | ------------- |
| - دياني 50'     | تقرير |               |

### مباراة الإياب
| مولودية وهران                 | 1–0   | الرجاء البيضاوي                |
| ----------------------------- | ----- | ------------------------------ |
| - سباح 43' (ض.ج.)             | تقرير |                                |
| ركلات الترجيح                 |       |                                |
| سباح · بن حليمة · ماروك · بوط | 2–4   | دياني · خلاف · القدميري · مديح |